# Kładka Wenecji Bydgoskiej
Kładka Wenecji Bydgoskiej – most nad Brdą-Młynówką w rejonie Wyspy Młyńskiej w Bydgoszczy przeznaczony dla ruchu pieszego.

## Lokalizacja
Kładka znajduje się w południowej części Wyspy Młyńskiej w Bydgoszczy łącząc ul. Mennica z ul. Długą i Wełnianym Rynkiem poprzez tzw. Magiczne Schodki (nazwa nadana przez Radę Miasta Bydgoszczy).
W sąsiedztwie znajduje się zabudowa Wenecji Bydgoskiej o dużej wartości krajobrazowej, jak również bulwary nad Młynówką.

## Historia
Budowa przeprawy była związana z procesem rewitalizacji Wyspy Młyńskiej w Bydgoszczy, który realizowano od 2005 roku poprzez projekty finansowane częściowo z funduszy unijnych. Budowa kładki podobnie jak dwu innych przepraw przez Brdę i Młynówkę, służących komunikacji Wyspy z otoczeniem, znalazła się w pierwszym projekcie pod nazwą „Rewitalizacja Wyspy Młyńskiej na cele rozwoju przedsiębiorczości”.
Projekt kładki w 2004 roku opracowało biuro „Grupa 3J” z Warszawy w ramach całościowej koncepcji Wyspy Młyńskiej. Wizja architektoniczna jest dziełem mgr inż. arch. Jacka Śliwińskiego, a konstrukcja – mgr inż. Mirosława Wałęgi. Most wykonała w 2006 roku bydgoska firma „Gotowski” Sp z o.o. Oddanie obiektu do użytku miało miejsce we wrześniu 2006 roku.
Kładka i sąsiadujące kamienice przy Wełnianym Rynku w 2009 roku były tłem filmu Andrzeja Maleszki „Magiczne drzewo”.
Począwszy od 2012 roku na balustradach kładki zaczęto zakładać „kłódki zakochanych”, co jest kontynuacją zwyczaju zapoczątkowanego w 2009 roku na moście Miłości w pobliżu Opery Nova.

## Dane techniczne
Most wykonano w konstrukcji stalowej. Konstrukcję nośną stanowią dźwigary łukowe oparte na betonowych podporach. Na dźwigarach opiera się stalowy pomost z nawierzchnią z płyt ażurowych. Kładka jest oświetlona latarniami umieszczonymi na jej przyczółkach, zaś u spodu przeprawy umieszczono oprawy oświetlające powierzchnię wody.
Przeprawa służy wyłącznie pieszym i rowerzystom. Obiektem dysponuje Zarząd Dróg Miejskich i Komunikacji Publicznej w Bydgoszczy.